# Subsonic
Subsonic es un servidor de medios de comunicación libre, de código abierto, basado en web. Subsonic fue escrito en Java, se puede ejecutar en cualquier sistema operativo que tenga soporte de máquina virtual Java, admite simultáneamente múltiples clientes streaming y es compatible con cualquier medio streamable, es decir, que pueda transmitir (incluyendo MP3, AAC y Ogg). Subsonic también admite la conversión de multimedios sobre la marcha (mediante el uso de plugins de los más populares formatos multimedia, incluyendo WMA, FLAC y más.

## Otras características
- Personalizable
- Reproductor de música incorporado basado en web.
- Búsqueda de carátulas de álbum y metadatos de álbumes con un clic a través de la búsqueda de imágenes de Google.
- Agregador de podcasts integrado.
- Ajuste de ancho de banda (manual o automático).

## Uso
La web del proyecto Subsonic muestra que ha habido más de 90.000 descargas únicas del software, de las cuales 13.900 eran de la versión (3.4).
Subsonic ha protagonizado también sitios web de descargas tales como Download.com